# سينثيا لونش
سينثيا لونش (بالإنجليزية: Cynthia Lynch)‏ هي مصارعة محترفة وممثلة أمريكية، ولدت في 18 مايو 1971 في نيويورك في الولايات المتحدة.

## وصلات خارجية
- سينثيا لونش على موقع CageMatch worker (الإنجليزية)
- سينثيا لونش على موقع IMDb (الإنجليزية)